# 71-630
71-630 — сочленённый трамвайный вагон производства Усть-Катавского вагоностроительного завода, единственный опытный экземпляр выпущен в 2006 году. По результатам опытной эксплуатации этого вагона был разработан трамвай 71-631.

## История создания
Разработка трамвайного вагона началась на Усть-Катавском вагоностроительном заводе в конце 2003 года. В то время главным конструктором являлся С. В. Иванов. По замыслу разработчиков вагон должен был стать родоначальником целой линейки трамвайных вагонов длиной от 16 до 37 метров. Опытный же образец представляет собой частично низкопольный шестиосный трёхсекционный симметричный (по продольному и поперечному разрезу) вагон двухстороннего исполнения.
Несмотря на то, что завод прежде никогда не строил сочленённых вагонов, разработки в этом направлении были. Например, первый сочленённый вагон, построенный на ленинградском ВАРЗ, (ЛВС-66) изначально проектировался на УКВЗ, а в конце восьмидесятых дважды прорабатывался проект сочленённого четырёхосного трамвайного вагона 71-612, так и не увидевшего свет из-за развала Союза. Тогда же на уровне министерства было решено несколько упорядочить классификатор, выделив перспективные сочленённые вагоны для линий скоростного трамвая в отдельную серию 71-63х. Министерство предлагало также переобозначить проект 612, поскольку он удовлетворял данной концепции, но этого не произошло. Спустя полтора десятка лет, «тридцатая серия» была открыта.
Компоновка и некоторые конструкторские решения при разработке схожи с выпущенным в 2002 году трамвайным вагоном модели 743.00 производства Белкоммунмаш. В частности, среднюю часть решено было установить на неповоротную тележку, но в отличие от минского аналога, также планировалось уменьшить высоту пола средней секции до 470 миллиметров. В начале 2006 года УКВЗ приступил к строительству опытного вагона. Сборку осуществляли в экспериментальном цехе № 68. Поначалу процесс изготовления затягивался из-за нехватки финансирования, а также отсутствия необходимых комплектующих. Сборка была завершена 5 августа.

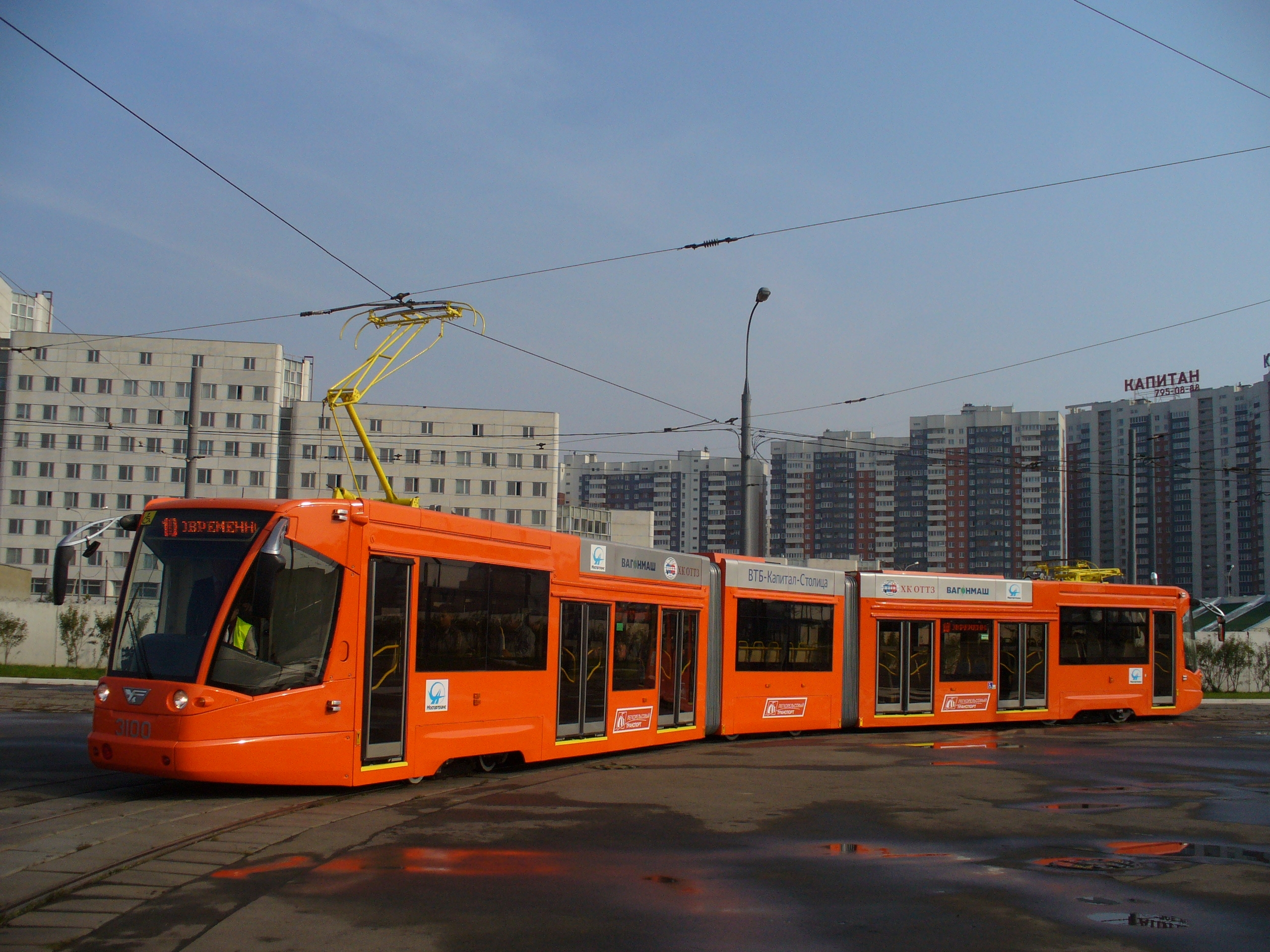
Вагон 71-630 в Москве (29 сентября 2006 года)

В силу конструкционных особенностей (не помещался на трансбордер), вагон не мог выехать на обкаточные пути. Поэтому полный цикл испытаний, в том числе заводских, было решено провести в Москве. 14 августа вагон был погружён на железнодорожные платформы и отправлен в столицу. Спустя несколько дней вагон прибыл в Краснопресненское депо. Сборкой и наладкой вагона занимались командированные специалисты УКВЗ и фирмы Канопус. Приказом № 723 были установлены сроки проведения испытаний с 12 сентября 2006 года по 28 февраля 2007 года, в течение которых вагон должен был пройти 2000 км без пассажиров.
Но начало испытаний отложили в связи с двумя обстоятельствами: необходимо было обучить водителей и обслуживающий персонал и исследовать качество пути на том участке, где будут проводиться испытания. 29 сентября состоялась презентация вагона для журналистов. Пробег в 2000 км вагон совершил по территории депо, а несколько выездов на линии города показали необходимость реконструкции пути для работы вагонов такого типа.
В марте 2007 года состоялись сертификационные испытания, по результатам которых заводу был предоставлен перечень замечаний. Осенью 2007 года вагон был сертифицирован и одобрен для серийного производства, но допустить вагон до эксплуатации с пассажирами было решено не ранее, чем будет разработана установка для турникетов в салоне, а также устройство для поднятия средней неповоротной тележки при сходе. Регулярная работа с пассажирами началась 26 апреля 2008 года на 21 (в период обкатки в пределах трамвайного депо (с 2006 по 2008 год) — 10) маршруте.
16 октября 2008 года прошла конференция «Тенденции развития легкорельсового транспорта в городе Москве», где генеральный конструктор УКВЗ сообщил о том, что на серийных вагонах 71-631 площадь низкого пола будет увеличена за счёт замены тележки в средней (высокопольной) секции. Также вагоны будут легче за счёт снижения массы рамы кузова.

## Устройство вагона
Кузов вагона — с цельносварным несущим каркасом, изготовлен из полых элементов — труб квадратного и прямоугольного сечения, а также специальных гнутых профилей, имеет два сочленения немецкой фирмы Hubner. Обшивка выполнена из стального листа. Обшивка кабин водителя выполнена из стеклопластика и изготовлена фирмой «Полидор».

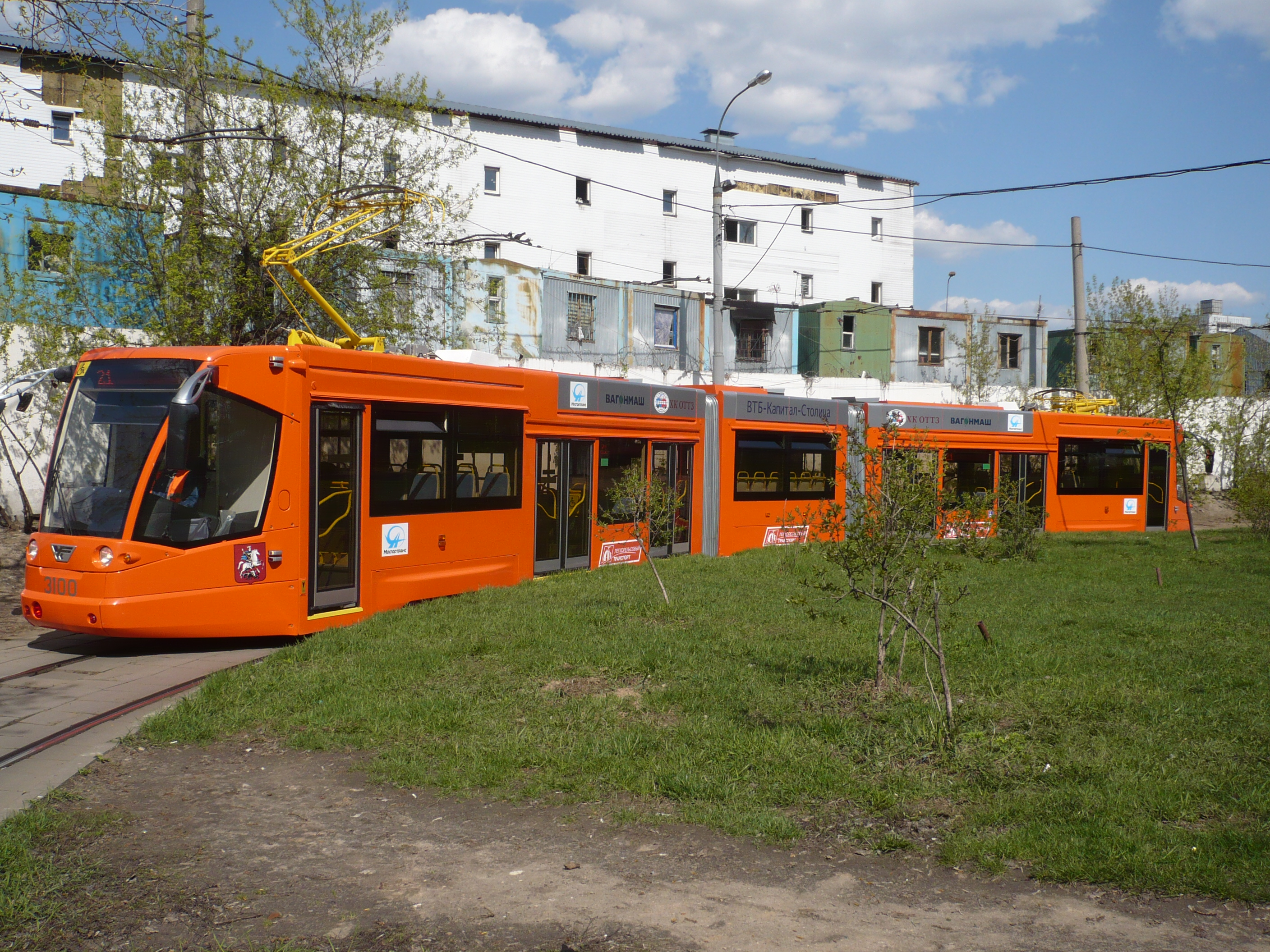
71-630 на конечной станции «Метро Щукинская» в Москве (26 апреля 2008 года)

Крайние секции вагона опираются на поворотные тележки, имеющие две ступени подвешивания. Центральное рессорное подвешивание состоит из шкворневой балки тележки и пружин, воспринимающих нагрузку от кузова вагона и гасящих низкочастотные колебания от верхнего строения пути. Тяговое усилие от шасси на шкворневую балку передаётся тяговыми поводками. Расположенные наклонно гидродемпферы гасят как вертикальные, так и поперечные колебания рамы тележки, благодаря чему улучшается плавность хода вагона. При максимальной нагрузке вагона величина прогиба обеих ступеней рессорного подвешивания и амплитуда поперечных колебаний ограничивается резиновыми буферами. Рама тележки устанавливается на колёсные пары в зоне размещения первой ступени рессорного подвешивания. Резинометаллические меги-амортизаторы улучшают вписываемость в кривых и гасят высокочастотные колебания (шум), идущие от путевого хозяйства. На вагоне применён двухступенчатый цилиндрический редуктор, жёстко закреплённый на раме тележки. Поворотная тележка представляет собой дальнейшее совершенствование конструкции, разработанной немецкой фирмой Дюваг для опытных вагонов 71-616. Диаметр колёса по кругу катания — 620 мм. Средняя секция опирается на неповоротную тележку, конструкция которой предполагает снижение уровня пола до 470 мм при бегунковом исполнении. На опытном вагоне пол поднят выше этого уровня из-за установки двух тяговых двигателей.

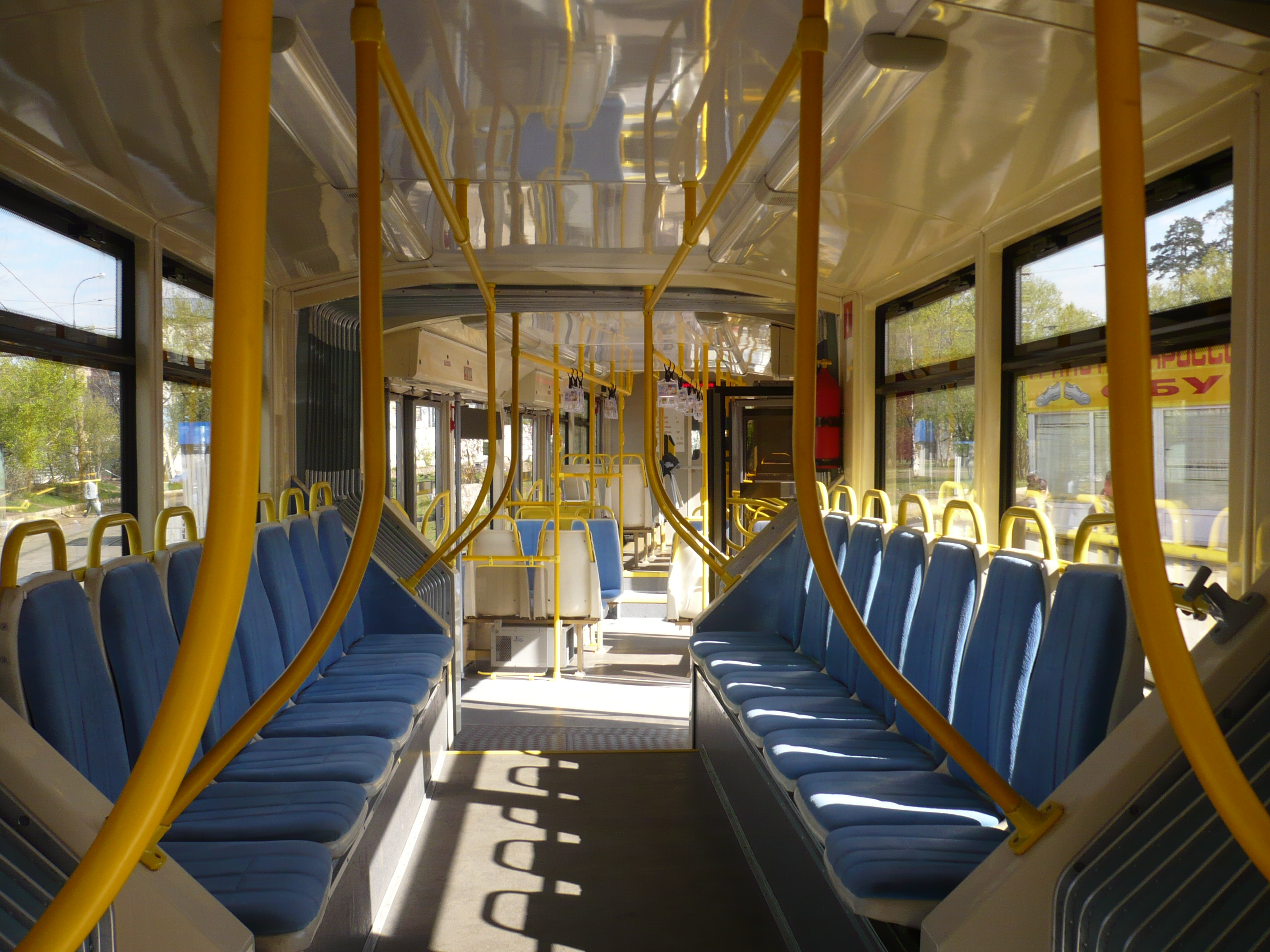
Салон трамвайного вагона 71-630 (средняя секция)

Кузов вагона выполнен с переменным уровнем пола, переходы между уровнями выполнены в виде ступеней. Двухсторонняя конструкция предусматривает по 4 двери поворотного типа шириной 1400 мм с каждой стороны в низкопольной части вагона, а также по 2 шириной 800 мм в высокопольной части. Салон имеет 54 сидячих места, а также 180 стоячих мест при номинальной загрузке 5 чел/м2. Освещение выполнено двумя световыми линиями с люминесцентными лампами. Принудительная вентиляция осуществляется через отверстия в боковых стенах, естественная — через форточки и открытые двери. Отопление производится при помощи электропечей, расположенных вдоль боковых стен, кроме этого у дверей установлены тепловые завесы.
На опытном вагоне впервые в истории завода применён асинхронный привод производства «Канопус» с тяговыми двигателями ТАД-21 (фланцевого исполнения) мощностью 50 кВт каждый. Привод каждой колёсной пары индивидуальный. На крыше установлены два токоприёмника типа полупантограф оригинальной конструкции с электрическим приводом фирмы «Парус». Основная часть электрооборудования расположена на крыше вагона над низкопольной частью. На панели управления в кабине водителя установлены ТFT-дисплеи с отображением действительных параметров всех систем вагона. Для лучшего обзора крайних дверей вагона установлены камеры наружного наблюдения с мониторами в кабине водителя.

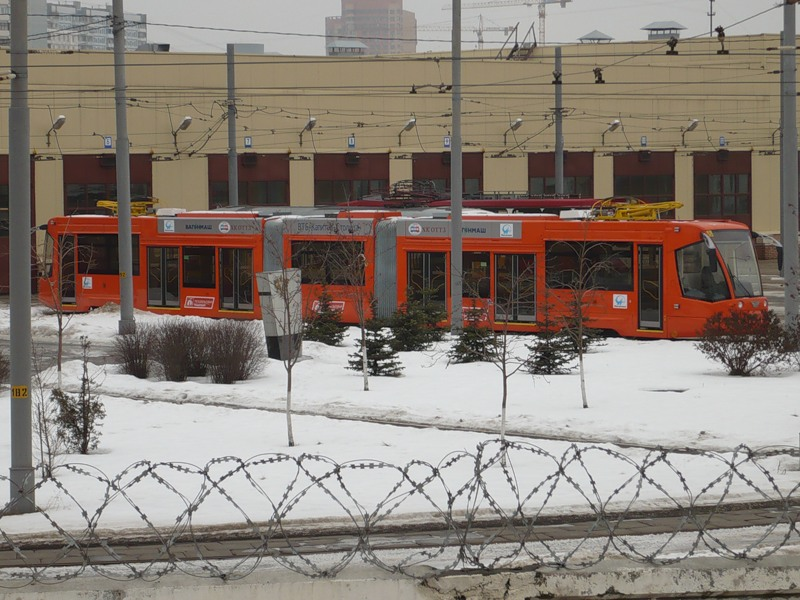
71-630 в феврале 2008 года на территории Краснопресненского трамвайного депо

Электрооборудование вагона обеспечивает возможность автономного хода вагона при опущенных токоприёмниках.
Тормозное оборудование разработано и изготовлено фирмой «Парус». Тележки вагона имеют наружные дисковые тормоза. Растормаживание осуществляется электромеханическим мотор-редукторным приводом, торможение — снятием напряжения питания с привода, после чего пружина разжимает рычаги, которые в свою очередь передают усилие на тормозные колодки. Тормозные диски вынесены из-под вагона для снижения температуры нагрева дисков и трудоёмкости обслуживания и регулировки зазоров. Рельсовый тормоз выполнен с катушками фирмы «Hanning&Kahl».

## Дальнейшая судьба
В марте 2010 года испытания вагона закончились, но в Мосгортрансе не изъявили желания покупать этот вагон для постоянной эксплуатации. Вагон, принадлежащий УКВЗ, был поставлен в Краснопресненское трамвайное депо на ответственное хранение. По результатам опытной эксплуатации были разработаны вагоны 71-623 (одиночный) и 71-631 (сочленённый с безмоторной средней тележкой, имеющий как одно- так и двусторонние модификации). На данный момент 71-630 стоит в ожидании списания.